# Vester Ulslev Sogn
Vester Ulslev Sogn var et sogn i Lolland Østre Provsti (Lolland-Falsters Stift). Sognet blev 1. januar 2022 lagt sammen med Godsted Sogn og Øster Ulslev Sogn under navnet Krumsø Sogn.
I 1800-tallet var Vester Ulslev Sogn et selvstændigt pastorat. Det hørte til Musse Herred i Maribo Amt. Vester Ulslev sognekommune blev ved kommunalreformen i 1970 indlemmet i Nysted Kommune, der ved strukturreformen i 2007 indgik i Guldborgsund Kommune.
I Vester Ulslev Sogn ligger Vester Ulslev Kirke.
I sognet findes følgende autoriserede stednavne:
- Dødemose (bebyggelse)
- Handermelle (bebyggelse, ejerlav)
- Kalveholm (areal)
- Paddehavehuse (bebyggelse)
- Sandager (bebyggelse, ejerlav)
- Skovgård (landbrugsejendom)
- Sløsse (bebyggelse, ejerlav)
- Sørup (bebyggelse, ejerlav)
- Vester Ulslev (bebyggelse, ejerlav)
- Øllebølle (bebyggelse, ejerlav)